# Farsta strand (Stockholms tunnelbana)
Farsta strand ist eine unterirdische Station der Stockholmer U-Bahn. Sie befindet sich im gleichnamigen Stadtteil Farsta. Die Station wird von der Gröna linjen des Stockholmer U-Bahn-Systems bedient. Sie ist Endhaltestelle der Linie T18 der Gröna linjen. Es besteht eine direkte Umsteigemöglichkeit zum Stockholmer Pendeltåg an der oberirdischen Bahnstation. Die Station gehört zu den eher mäßig frequentierten Stationen des U-Bahn-Netzes. An einem normalen Werktag steigen hier 4.400 Pendler zu.
Die Station wurde am 29. August 1971 in Betrieb genommen, als der Abschnitt der Tunnelbana zwischen Farsta und Farsta strand eingeweiht wurde. Die Gleise liegen im Tunnel in ca. 5 Meter Tiefe. Bis zum Stockholmer Hauptbahnhof sind es etwa 10,5 km.

## Reisezeit
| Linie | bis Station | Reisezeit | bis Station                    | Reisezeit            |
| T18   | Alvik       | 37 min    | Slussen Gamla stan T-Centralen | 19 min 20 min 24 min |